# Eppelborn
Eppelborn (im Dialekt Ebbelborn oder auch Ebbelborre) ist eine Gemeinde im Landkreis Neunkirchen im Saarland mit knapp 17.000 Einwohnern.

## Geographie

### Lage
Die Gemeinde Eppelborn liegt im Zentrum des Saarlandes und beherbergt dessen geometrischen Mittelpunkt. Den geometrischen Mittelpunkt des Saarlandes, auch als Schwerpunkt des Vielecks Saarland bezeichnet, berechnete das Landesamt für Kataster-, Vermessungs- und Kartenwesen (LKVK). Durch die Mittelung von etwa 9428 Außenpunkten, des im geometrischen Sinne unregelmäßigen Vielecks Saarland, wurde ein Schwerpunkt ermittelt und daraus ergab sich die geometrische Mitte des Saarlandes mit den Koordinaten 49° 23,0582’ nördlicher Breite und 6° 57,2200’ östlicher Länge im Ortsteil Habach.

### Ortsteile
Die Gemeinde gliedert sich seit der Gebiets- und Verwaltungsreform von 1974 in acht Gemeindebezirke. Alle heutigen Ortsteile waren zuvor eigenständige Gemeinden. Die Einwohnerzahlen beziehen sich auf die Meldedaten der Gemeinde Eppelborn zum 1. Februar 2018.
| Ortsteil            | Einwohner | inkl. Nebenwohnsitze | Ortsvorsteher           |
| ------------------- | --------- | -------------------- | ----------------------- |
| Bubach-Calmesweiler | 2.691     | 2.801                | Sebastian Michel (CDU)  |
| Dirmingen           | 2.836     | 2.969                | Frank Klein (SPD)       |
| Eppelborn           | 4.788     | 5.036                | Christian Ney (CDU)     |
| Habach              | 680       | 715                  | Peter Dörr (CDU)        |
| Hierscheid          | 641       | 665                  | Marco König (SPD)       |
| Humes               | 1.720     | 1.783                | Uwe Ziegler (SPD)       |
| Macherbach          | 184       | 196                  | Jürgen Nürnberger (CDU) |
| Wiesbach            | 3.710     | 3.861                | Stefan Löw (SPD)        |
| Insgesamt           | 17.250    | 18.026               |                         |

## Geschichte
Der Raum Eppelborn wurde schon in römischer Zeit besiedelt, darauf deuten Ausgrabungsfunde hin. Eppelborn (früher Ippelbrunn) wurde erstmals 1235 urkundlich erwähnt und war der Hauptort der gleichnamigen Herrschaft, die dem Adelsgeschlecht von Ippelbrunn gehörte. Über die Erbtochter Irmgard von Ippelbrunn († 1425) fiel die Ortsherrschaft an ihren Gatten Friedrich von Greiffenclau zu Vollrads († 1419) und dessen Familie, später auf dem Erbwege an diverse Adelshäuser. Ihr Sohn, der Eppelborner Ortsherr Friedrich von Greiffenclau zu Vollrads (1401–1462), wurde als Witwer Franziskaner und ist der Großvater des Trierer Erzbischofs und Kurfürsten Richard von Greiffenklau zu Vollrads (1467–1531), sowie des berühmten Wormser Bischofs und kurpfälzischen Kanzlers Johann XX. von Dalberg (1455–1503).
Die heutigen Ortsteile Hierscheid (1200), Wiesbach (1201) und Dirmingen (1281) wurden ebenfalls erstmals im 13. Jahrhundert erwähnt. Die einzelnen Ortsteile der heutigen Gemeinde gehörten über Jahrhunderte hinweg zu den verschiedenen Herrschaften von Lothringen, Nassau-Saarbrücken, Pfalz-Zweibrücken, Frankreich und Kurtrier. Nach der Französischen Revolution bildete Eppelborn mit den Nachbargemeinden Bubach, Calmesweiler, Macherbach und Habach eine Bürgermeisterei, während in Dirmingen mit Berschweiler, Hierscheid, Humes und Wiesbach eine zweite Bürgermeisterei gebildet wurde. Bis 1814 war Eppelborn dem Kanton Tholey im Département Moselle zugeordnet. Als Folge des Wiener Kongresses kam das Gebiet 1815 zu Preußen und gehörte seit 1816 zum Kreis Ottweiler im Regierungsbezirk Trier sowie von 1822 an zur Rheinprovinz. 
Im Zuge der Gebiets- und Verwaltungsreform erhielt die Gemeinde am 1. Januar 1974 ihren heutigen Umfang.

### Kaisereiche

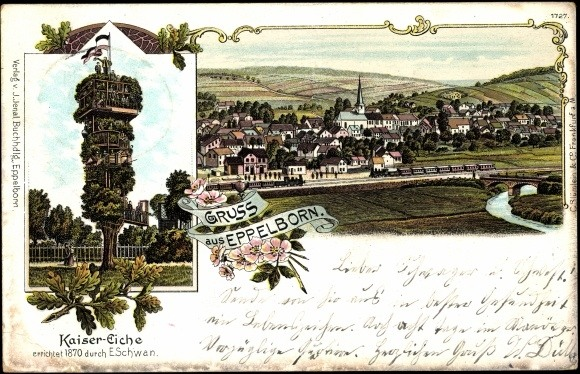
Litho-Ansichtskarte „Gruß aus Eppelborn“ aus der Zeit um die Jahrhundertwende mit Kaisereiche

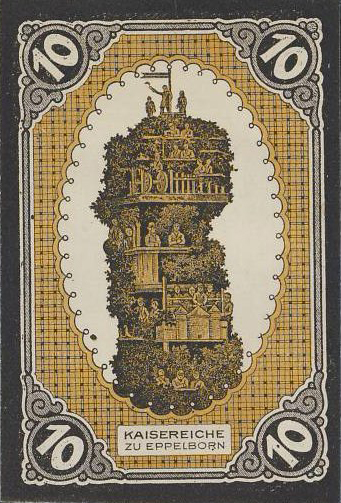
Notgeldschein 0,10 Pfennig

Direkt neben dem Rathaus stand das Wahrzeichen Eppelborns, die alte Kaisereiche von 15,60 m Höhe. An diese Eiche wurde 1870 ein Holzgerüst zum Ersteigen des Baums gebaut.
Nach Entwürfen des damaligen Bürgermeisters Eugen Schwan wurde 1884 das Holzgerüst ausgebaut. Eine massive Holztreppe, die bis zur Krone hinaufführte, umgab den Stamm. Daran waren sieben Podestböden mit Geländer angebracht. Der größte war eine 10 Quadratmeter große Plattform, mit einem drei Meter hohen Bodenraum als Schankraum. Darin standen ein Tisch, ein Kaffeeschrank, ein Spiegel und eine Bank, und es konnten aus einem Fass vier verschiedene Getränke gezapft werden. Als Dekoration waren in der Eiche eine Miniaturkanone, die Nachbildung einer Festung und Käfige mit Vögeln eingebaut.
In der Zeitschrift Die Gartenlaube wurde 1886 eine Abbildung und Beschreibung der Kaisereiche veröffentlicht. Dort wird auch beschrieben, dass in höchster Höhe eine Aeolsharmonika angebracht sei, und diese „sendet ihre melodischen Klänge ins Thal, besonders den nächtlichen Wanderer überraschend“.
Um 1900 wurde die gesamte Anlage unter Bürgermeister Ballcke renoviert. Die morsch gewordene Kaisereiche wurde schließlich am 9. Februar 1930 „aus Gründen der Sicherheit“ gefällt.
1921 ließ die Bürgermeisterei von Eppelborn-Dirmingen eigenes Notgeld drucken, mit Abbildungen der Kaisereiche auf den Rückseiten der 10-, 25- und 50-Pfennig-Gutscheine. Der Förderverein für Heimatkunde und Denkmalschutz hat 1981, anlässlich der 100-Jahr-Feier der Post, die Kaisereiche als Motiv für die Gedenkblätter und Erinnerungsbriefe gewählt.

## Politik

### Gemeinderat
Nach der Kommunalwahl am 9. Juni 2024 ergibt sich im Gemeinderat folgende Sitzverteilung:
| Parteien | Stimmenanteil | Differenz | Sitze | Differenz |
| CDU      | 46,4 %        | − 5,0 %   | 16    | − 2       |
| SPD      | 34,4 %        | + 5,0 %   | 11    | + 1       |
| AfD      | 11,8 %        | + 4,8 %   | 4     | + 2       |
| GRÜNE    | 4,2 %         | − 4,4 %   | 1     | − 1       |
| FDP      | 3,2 %         | − 0,5 %   | 1     | ± 0       |
| Gesamt   | 100 %         |           | 33    |           |

### Bürgermeister
- 1974–1984: Karl Eckert (CDU)
- 1984–2012: Fritz-Hermann Lutz (CDU)
- 2012–2019: Birgit Müller-Closset (SPD)
- seit 1. Oktober 2019: Andreas Feld (CDU)

Andreas Feld, ehemaliger Referatsleiter in der saarländischen Staatskanzlei, setzte sich bei der Bürgermeisterwahl 2019 mit 64 % der Stimmen bereits im ersten Wahlgang gegen alle Konkurrenten durch. Die bisherige Amtsinhaberin Birgit Müller-Closset erhielt nur 27 % der Stimmen.

### Parteien und deren Jugendorganisationen
Die CDU ist in der Lokalpolitik dominierend und zählt in Eppelborn fast 600 Mitglieder. Sie stellt in vier der acht Ortsteilen die absolute Mehrheit im Ortsrat und hält auch im Gemeinderat die absolute Mehrheit. Es existieren Gemeinde- bzw. Ortsverbände der SPD, FPD, Grünen und Linken.
Neben der Jungen Union in Eppelborn und Dirmingen, gibt es als parteineutrale Jugendorganisation den Jugendgemeinderat in Eppelborn. Ende 2017 wurde auf Gemeindeverbandsebene eine JUSO Arbeitsgemeinschaft gegründet.

### Wappen der Gemeinde
Das Wappen wurde am 16. Januar 1978 durch das saarländische Innenministerium genehmigt. Der Entwurf stammt von Alois M. Peter.
Blasonierung: „Von Rot und Blau durch silbernen Schrägrechtsbalken geteilt; oben ein gestümmelter silberner Adler, unten ein linksgewendeter silberner Doppelhaken mit einer Quersprosse und stumpfen Enden.“
Die Farben der Gemeinde sind Rot – Weiß.
Der gestümmelte Adler verweist auf die jahrhundertelange Zugehörigkeit der Ortsteile Bubach-Calmesweiler, Eppelborn, Habach, Hierscheid, Humes, Macherbach und Wiesbach zum Herzogtum Lothringen. Der Doppelhaken (Wolfsangel) steht für die frühere Herrschaft der Saarbrücker Grafen über Dirmingen. Der Schrägbalken ist dem Wappen einer Eppelborner Rittersfamilie entnommen. Die Farben Rot-Weiß symbolisieren den ehemaligen Einfluss Kurtriers. Außerdem zeigen die Farben das Blut als rot, Frieden als weiß und blau für die Ehre.

### Abgelegtes Wappen der Gemeinde
Das Wappen wurde am 5. Mai 1954 durch das saarländische Innenministerium genehmigt.
Blasonierung: „Auf schwarzem Grund ein silberner Schrägrechtsbalken begleitet von einem silbernen sechseckigen Stern im Obereck.“
Die Farben der Gemeinde sind Schwarz – Silber.

### Partnerschaften
Die Gemeinde Eppelborn unterhält städtepartnerschaftliche Beziehungen zu den Städten:
- Outreau (Frankreich): Die Unterzeichnung der Partnerschaftsurkunde zwischen der Gemeinde Eppelborn und Outreau fand am 15. Juli 1989 in Outreau und am 27. Oktober 1989 in Eppelborn statt.
- Kfar Tabor (Israel): Seit 1987 bestehen die Kontakte der Gemeinde Eppelborn und des Landkreises Neunkirchen mit Kfar Tabor in Israel. Die Unterzeichnung der Partnerschaftsurkunde durch die beiden Bürgermeister und den Landrat des Landkreises Neunkirchen erfolgte am 20. März 1988 in Kfar Tabor und am 18. April 1990 in Neunkirchen.
- Finsterwalde (Deutschland/Brandenburg): Die ersten Kontakte zwischen der einst zum Bezirk Cottbus in der DDR und heute zum Bundesland Brandenburg gehörenden Stadt Finsterwalde und der Gemeinde Eppelborn entstanden 1987. Die Partnerschaftsvereinbarung konnte am 17. Juli 1988 in Eppelborn und am 22. September 1988 in Finsterwalde unterschrieben werden. Nach der Wiedervereinigung Deutschlands erfolgte die Unterzeichnung der neuen Partnerschaftsurkunde am 14. Dezember 1991 in Eppelborn und am 13. Juni 1992 in Finsterwalde.
- Realmonte (Italien/Sizilien): Am 15. September 2013 unterzeichneten Bürgermeisterin Birgit Müller-Closset und ihr italienischer Amtskollege Sindaco Piero Puccio die Partnerschaftsurkunde in Eppelborn[10]

## Wirtschaft und Infrastruktur

### Verkehr
Eppelborn ist durch die Bundesautobahn 1 (Heiligenhafen – Saarbrücken) und die Bundesstraße 10 (Lebach – Karlsruhe) mit dem überregionalen Straßennetz verbunden. Schienenverkehrsstationen befinden sich an der Primstalbahn.

### Ortsansässige Unternehmen

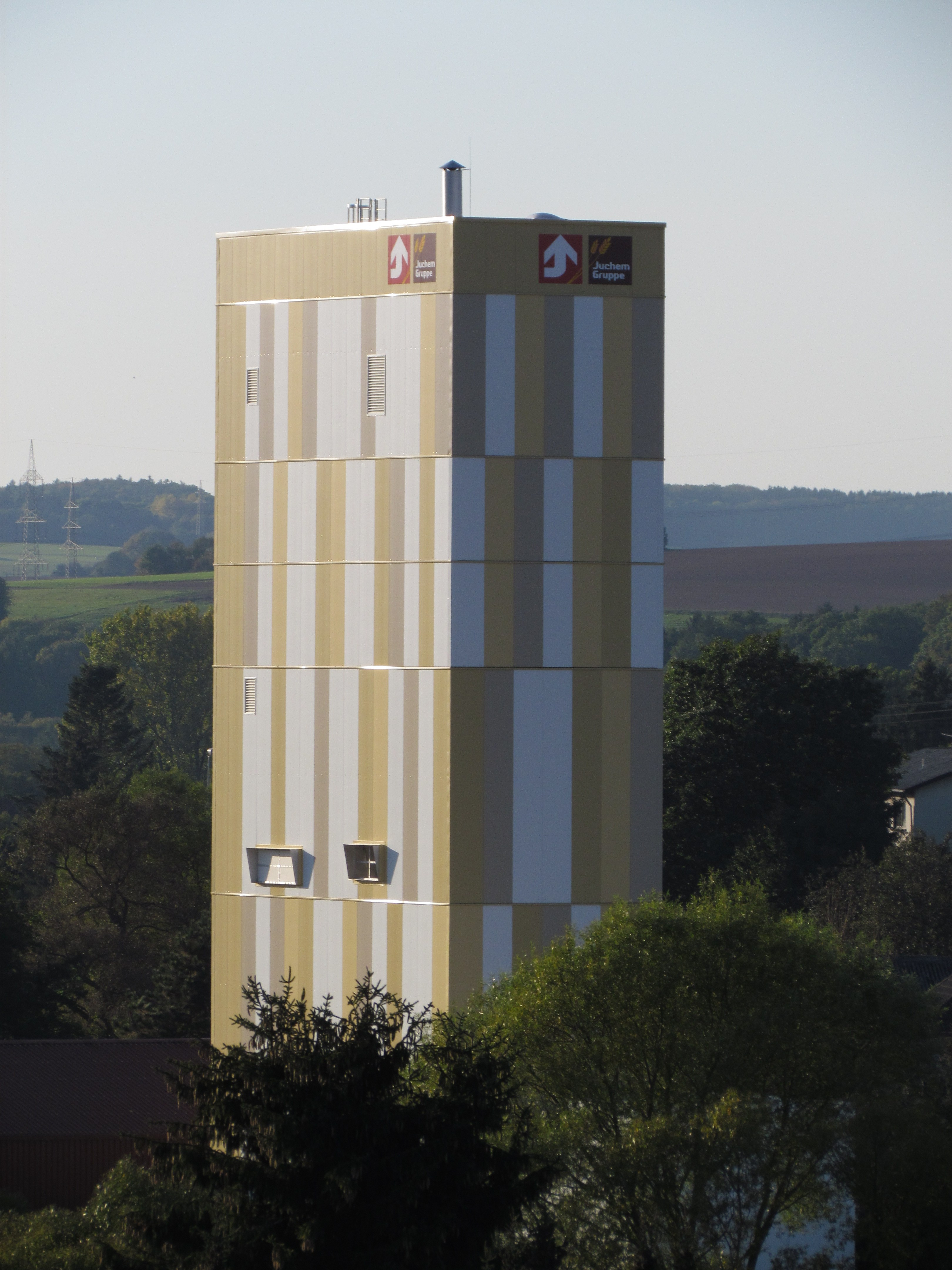
Im 2011 in Eppelborn errichteten Sprühturm produziert die Juchem-Gruppe Fettpulver; dabei werden flüssige Pflanzenfette zu festen Pulvern verarbeitet (Frijet-Verfahren).

- Im Gebäude der alten Koßmannschule in Eppelborn hat seit Anfang 2008 das IT-Systemhaus Krämer IT Solutions seinen Firmenhauptsitz; ein weiterer Firmensitz ist im Eppelborner Ortsteil Wiesbach.
- Im Ortsteil Wiesbach hat die Siebert-Unternehmensgruppe ihren Hauptsitz, ein Hersteller digitaler Anzeige- und Informationssysteme.
- Die Juchem-Gruppe, ein Unternehmen für Lebensmittel- und Futtermittelherstellung, hat ihren Sitz in Eppelborn.
- Im Ortsteil Dirmingen hat die Firma Hassmann IT-Service ihren Firmensitz, ein Sachverständigenbüro im Bereich der IT-Forensik.

### Bildungseinrichtungen
In den Ortsteilen Bubach-Calmesweiler, Eppelborn, Dirmingen und Wiesbach befinden sich Grundschulen.
In den Gemeindeteilen Bubach-Calmesweiler, Dirmingen, Eppelborn und Wiesbach befinden sich zusätzlich jeweils eine freiwillige Ganztagsschule, in Eppelborn die erweiterte Realschule / Gemeinschaftsschule Eppelborn, in Dirmingen eine Förderschule geistige Entwicklung, die private Rothenbergschule mit Schulkindergarten der Lebenshilfe Neunkirchen. In Humes gibt es eine private Ganztags-Montessori-Grundschule.
Kindergärten: Eppelborn, Bubach-Calmesweiler, Hierscheid mit Kindertagesstätte, Dirmingen (2), Humes, Wiesbach.

### Freiwillige Feuerwehr
Die Freiwillige Feuerwehr Eppelborn setzt sich aus den sieben Löschbezirken Eppelborn, Bubach-Calmesweiler, Dirmingen, Habach, Humes-Hierscheid (fusioniert im September 2019), Wiesbach und Macherbach zusammen. Sie hat mit ihren rund 330 aktiven Feuerwehrangehörigen etwa 18.000 Bürger zu betreuen.
Der Feuerwehr stehen insgesamt 19 Lösch- und Sonderfahrzeuge zur Verfügung. Die Feuerwehr der Gemeinde Eppelborn ist auch noch für einen Abschnitt der Bundesautobahn 1 zuständig.

## Kultur- und Vereinsleben

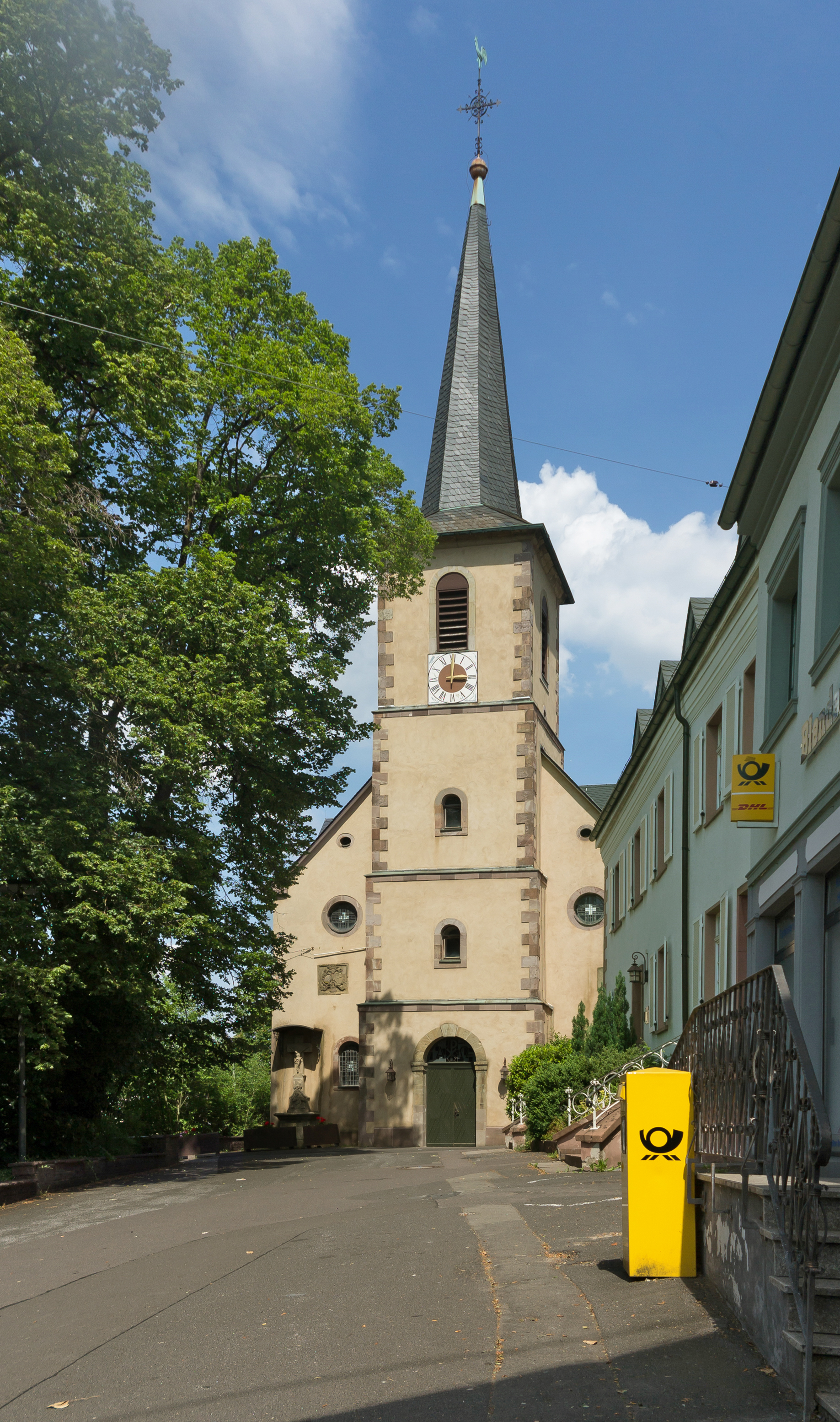
Eppelborn, Katholische Pfarrkirche Sankt Sebastian

### Museen
Das Jean-Lurçat-Museum Eppelborn ist in der ehemaligen Mädchenberufsschule untergebracht. Es zeigt einen repräsentativen Querschnitt durch das Werk des französischen Künstlers Jean Lurçat aus allen Schaffensperioden: Keramiken, Wandteppiche, Aquarelle, Ölgemälde, Lithografien. Bemerkenswert sind seine überdimensionalen Tapisserien. Im gleichen Gebäude befindet sich das Heimatmuseum mit Exponaten aus der Region aus dem 19. und 20. Jahrhundert.
Das „Bauernhaus Habach“ ist ein 1847 fertig gestelltes südwestdeutsches Einhaus, das heute als Museum für das ländliche Leben im 19. und 20. Jahrhundert dient.
Das Museum für Saarländische Brauereikultur in Wiesbach zeigte als erstes seiner Art im Saarland auf 138 m² mehr als 2626 Zeitzeugen der 13 Brauereien, die es um 1940 im Saarland gab. Mittlerweile ist es dauerhaft geschlossen.

### Vereine
In Eppelborn selbst gibt es mehrere Sportvereine, von denen einige in gehobenen Ligen aktiv sind. Der KSV 1910 Siegfried Eppelborn ist in der Sportart Ringen aktiv und hat sich mit dem SCE Humes und KSV Wiesbach 2013 zur RKG Illtal zusammengeschlossen. Der FV Eppelborn wurde 2007 Cupsieger im Futsal Cup des DFB. Im Jahr 2010 konnten die Alten Herren (Ü32) des FV Eppelborn bei der inoffiziellen deutschen Meisterschaft für AH-Mannschaften (Ü32) erst im Finale vom FC Bayern München gestoppt werden und wurden deutscher Vizemeister.
Die Völkerball-Jugendmannschaft wurde 2010 nach 2006 und 2008 zum 3. Mal in Folge Deutscher Meister.

#### Humes
Im Februar 2011 wurde in Humes der Förderverein First Responder Humes-Hierscheid e. V. gegründet. Dieser Verein organisiert mit speziell ausgebildeten und ausgerüsteten Sanitätern ein Erste-Hilfe-System, wobei die Sanitäter nach einem Notruf zeitgleich mit dem ebenfalls alarmierten Rettungsdienst ausrücken. In lebensbedrohlichen Notfällen leisten sie medizinische Hilfe und überbrücken die Zeit, bis der Notarzt eintrifft. Das Konzept wurde gemeinsam mit dem Ministerium für Inneres, Kultur und Europa und dem Zweckverband für Rettungsdienst und Feuerwehralarmierung Saar (ZRF-Saar) entwickelt und umgesetzt. Das Modellprojekt ist am 1. März 2012 in Betrieb gegangen. Der Förderverein erhielt beim Wettbewerb „startsocial – Hilfe für Helfer“ 2011 eines von 100 Beratungsstipendien und wurde im Anschluss als eines der 25 besten Projekte von Bundeskanzlerin Angela Merkel ausgezeichnet. An diesem Wettbewerb nahmen insgesamt 440 ehrenamtliche Initiativen teil. Zum 1. März 2021 sind die First Responder Teil der Johanniter-Unfall-Hilfe e. V. geworden. Der frühere Trägerverein wurde aufgelöst.

#### Dirmingen
Im Ortsteil Dirmingen ist der Sportverein Dirmingen hauptsächlich in der Sparte Fußball aktiv. Neben den aktiven Herren (Bezirksliga Neunkirchen) ist das Frauenteam das sportliche Aushängeschild (Meister und Aufsteiger der Regionalliga Südwest 06/07, dann 2. Bundesliga Süd bis 2009, sodann wieder Abstieg in die Regionalliga Südwest) des Vereins.
Im Bereich des Handballs, der zur Sparte des TV 04 Dirmingen zählt, ist vor allem die Männermannschaft der HF Illtal zu erwähnen, die in der Rhein-Pfalz-Saar-Liga spielt.
Die katholische Kirche St. Wendalinus wurde 1954 errichtet.

#### Habach
Zum Vereinsleben in Habach gehören neben dem Sportverein SV Habach, den Tennisfreunden Habach und dem Habacher Karnevalsverein „Dat gibt’s nur ämo“ auch ein großer FC-Bayern-Fanclub sowie die Kegelfreunde Habach, der DRK-Ortsverein Habach, die Freiwillige Feuerwehr im Löschbezirk Habach und der Obst- und Gartenbauverein. Die Aktiven des SV Habach konnten nach Meisterschaft und Aufstieg in die Bezirksliga (Saison 2007/08) in der darauf folgenden Saison (2008/09) erneut die Meisterschaft und den damit verbundenen direkten Aufstieg in die Landesliga feiern. Von 2012 bis 2022 spielte der SV Habach in der Verbandsliga und damit in der zweithöchsten saarländischen Liga. Außerdem veranstaltet der SV Habach jedes Jahr den Saarland-Mittelpunkt-Lauf, einen Volkslauf über eine Strecke von 5 km rund um den geometrischen Mittelpunkt des Saarlandes.
An Sportstätten sind in Habach ein Naturrasenplatz und eine Tennisanlage mit zwei Plätzen zu finden.

## Persönlichkeiten

### Söhne und Töchter der Gemeinde
- Amand von Buseck (1685–1756), erster Fürstbischof von Fulda
- Josef Rech (1856–1919), Gymnasiallehrer und Bürgermeister in Lothringen
- Bartholomäus Koßmann (1883–1952), Politiker (Zentrum, Christliche Volkspartei des Saarlandes), MdR, MdL, Landesminister (1924–1935)
- Heinrich Schirra (1900–1961), Bergmann und Politiker (Zentrum, CVP)
- Hans Groß (1925–2000), Politiker, geboren im Ortsteil Bubach
- Reinhold Bost (1929–2019), Politiker (CDU) und Autor heimatkundlicher Werke
- Franz Josef Juchem (1934–2023), Unternehmer
- Albert Müller (* 1947), Fußballspieler und -trainer, geboren im Ortsteil Bubach-Calmesweiler
- Hans-Joachim Müller (* 1947), Emeritus für Romanistik
- Alfred Gross (* 1949), Musiker
- Christa Sturm (* 1966), Kunstpädagogin, Kunsthistorikerin und Künstlerin
- Alwin Theobald (* 1968), Politiker (CDU), MdL

### Sonstige
- Hans-Georg Wagner (1938–2025), Politiker (SPD), MdL, MdB; Gemeinderat in Eppelborn
- Peter Müller (* 1955), Politiker (CDU), Ministerpräsident des Saarlandes 1999–2011; wohnhaft in Eppelborn
- Gaby Schäfer (* 1957), Politikerin (CDU), MdL, Staatssekretärin; Gemeinderätin in Eppelborn